# Дрізд амазонійський
Дрізд амазонійський (Turdus hauxwelli) — вид горобцеподібних птахів родини дроздових (Turdidae). Мешкає в Амазонії.

## Поширення і екологія
Амазонійські дрозди мешкають в Колумбії, Еквадорі, Перу, Болівії і Бразилії. Вони живуть в амазонській сельві і варзейських лісах (тропічних лісах у заплавах Амазонки і її притоків). Зустрічаються на висоті до 800 м над рівнем моря.